# Piotrkowice (województwo małopolskie)
Piotrkowice – wieś w Polsce położona w województwie małopolskim, w powiecie tarnowskim, w gminie Tuchów.
W latach 1975–1998 miejscowość położona była w województwie tarnowskim.
| SIMC    | Nazwa       | Rodzaj    |
| ------- | ----------- | --------- |
| 0834350 | Błonie      | część wsi |
| 0834366 | Buchcickie  | część wsi |
| 0834372 | Granice     | część wsi |
| 0834389 | Podkościele | część wsi |

## Historia
Po raz pierwszy Piotrkowice pojawiają się w dokumencie z 1437 roku. Parafia z kościołem powstała tu przed rokiem 1470. Wraz z Łowczowem, Karwodrzą i Zabłędzą wieś należała wówczas do Jana z Baranowa herbu Grzymała. W 1471 roku wszystkie te wsie wraz ze znajdującym się w Piotrkowicach folwarkiem i młynem, sześcioma sadzawkami i leśnymi barciami przekazał w zamian za 1600 grzywien i wieś Drzykową w powiecie sądeckim, Mikołajowi Nanajce herbu Starykoń z Wielogłów. Tereny te do 1581 roku pozostawały w posiadaniu jego następców Wielogłowskich. Po nich właścicielami zostali Broniowscy herbu Tarnawa.
W 1629 roku właścicielem Piotrkowic i Łowczowa był Walenty Czermiński (3,5 łana).
W początku lat 40. XIX w. hrabina Celina Dębicka zniosła w swoich dobrach pańszczyznę. W latach 1842–1845 uczestniczyła w konspiracyjnym ruchu niepodległościowym i w przygotowaniach do powstania w regionie tarnowskim przeciw zaborczym władzom austriackim, za co aresztowana, niemal rok spędziła w lwowskim więzieniu. W połowie XIX w. drewniany dwór stał powyżej kościoła parafialnego. Po Dębickich wieś tę dziedziczyli: Stadniccy, Alemanowie, Stawscy, Nowińscy.
Od końca XIX wieku (przed 1893) do czasu drugiej wojny światowej na południowym stoku Słonej Góry istniał drewniany dwór myśliwski na podmurówce, należący do rodziny Sanguszków. Resztki podmurówki widać poniżej „Oberży pod grzybem”.
W 1905 roku przystąpiono do budowy nowego, murowanego kościoła według projektu Jana Sas-Zubrzyckiego. Miejscowy proboszcz ks. Józef Dutka założył na gruntach plebańskich cegielnię i wyrabiał cegłę na budowę oraz na pokrycie innych kosztów. W 1912 roku ten sam ksiądz czyni starania o przystanek kolejowy w Łowczowie oraz zbiera fundusze na budowę mostu na rzece Biała.

## Zabytki
Obiekty wpisane do rejestru zabytków nieruchomych województwa małopolskiego.
- Kościół parafialny pw. św. Michała Archanioła;
- cmentarz wojenny nr 176.

Inne
- Cmentarz wojenny nr 174 (w Zabłędzy).

## Galeria

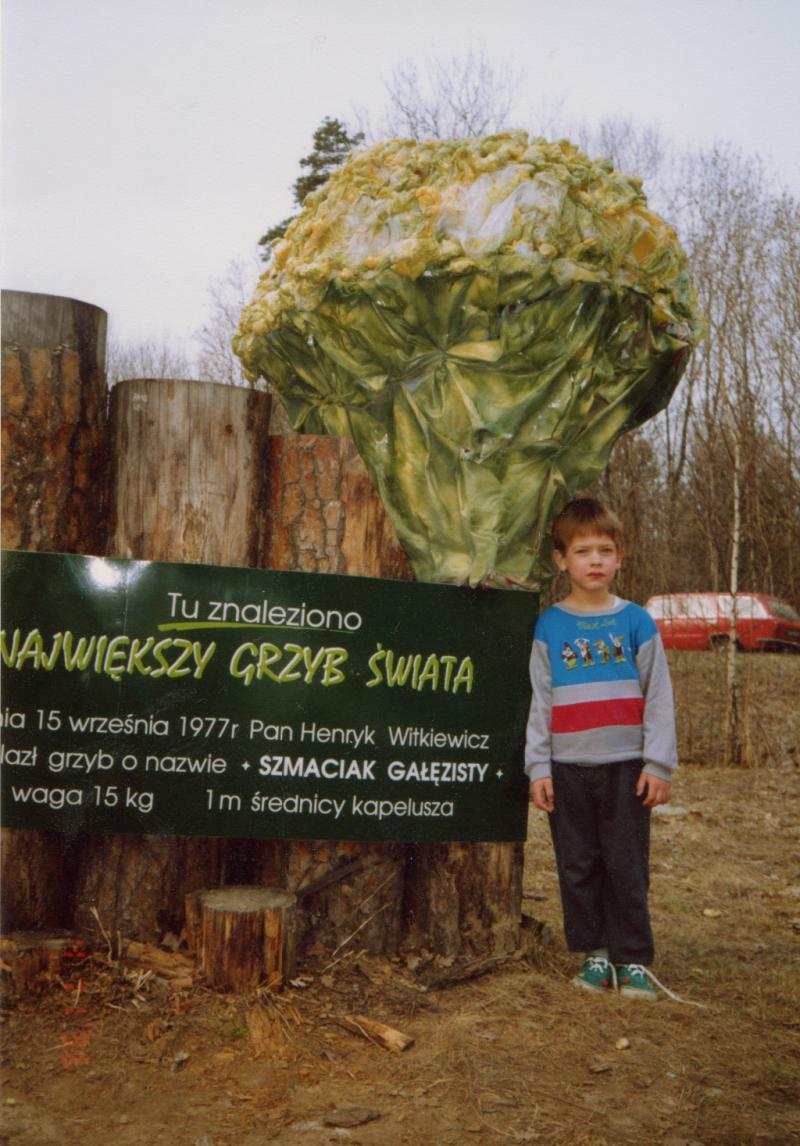
Pomnik największego wówczas (1977) grzyba na świecie w Piotrkowicach koło Tarnowa w Małopolsce (stan około 1996 r.)
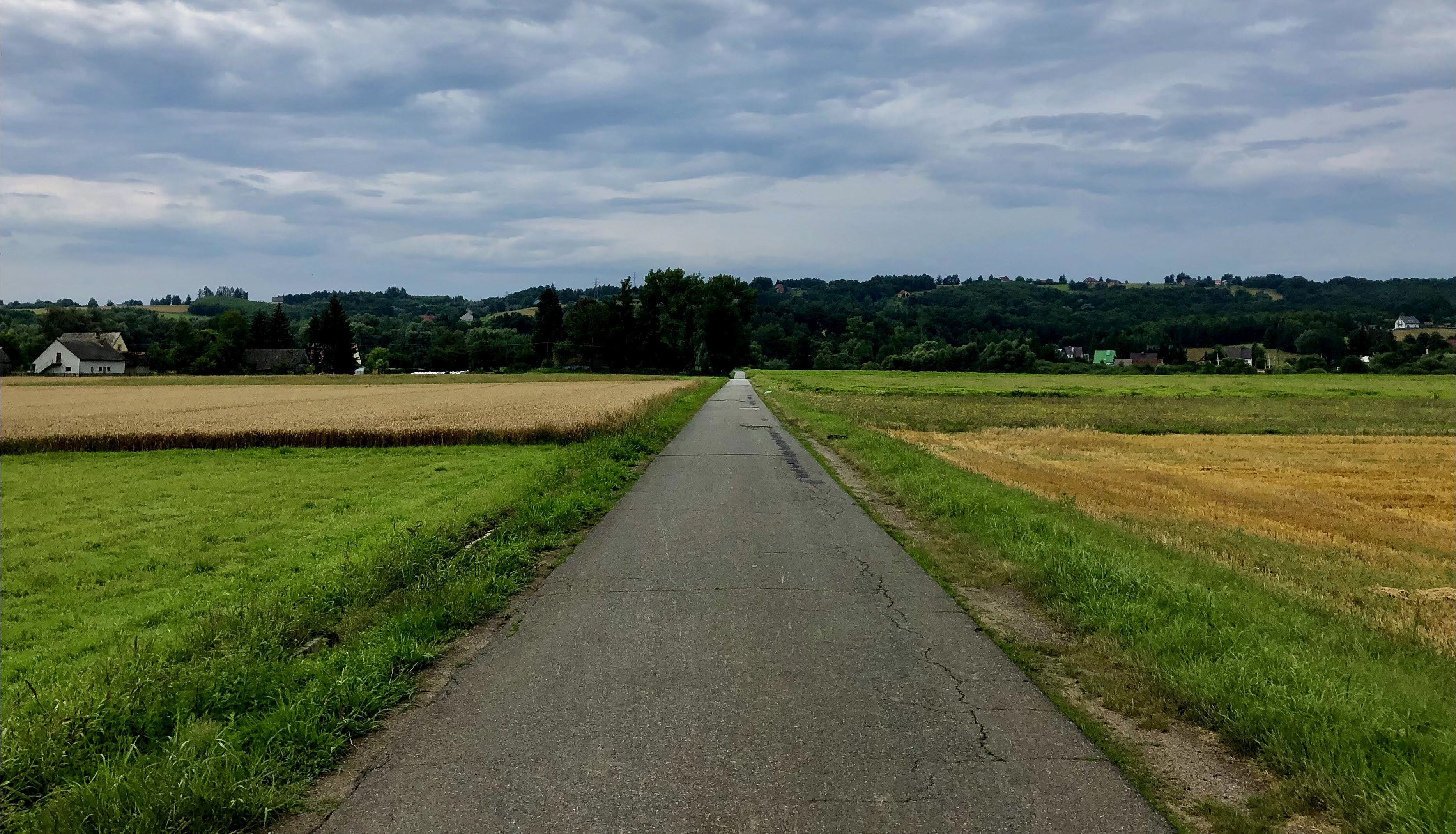
Droga z Łowczowa do Piotrkowic
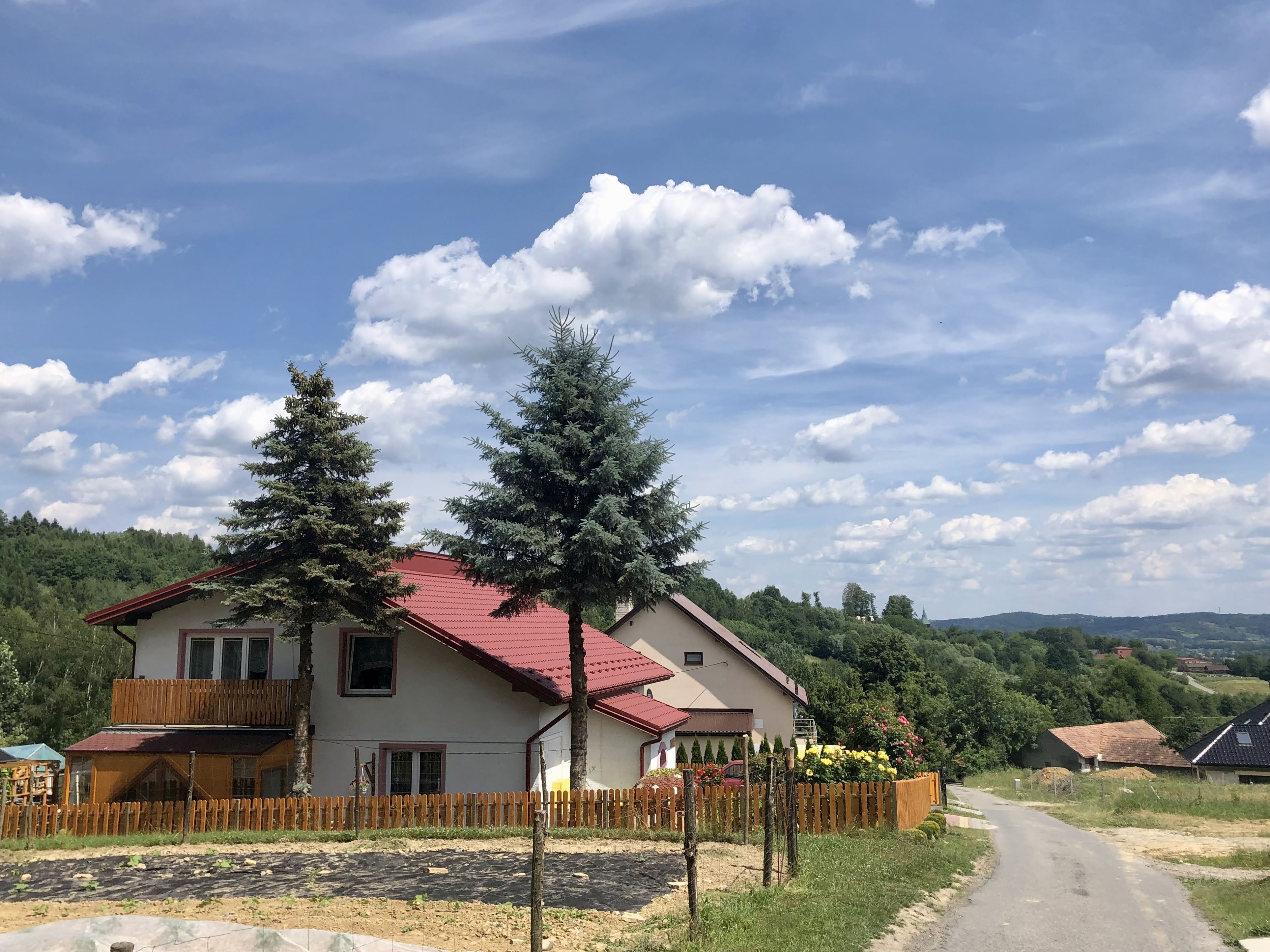
Zabudowania w części wsi Granice
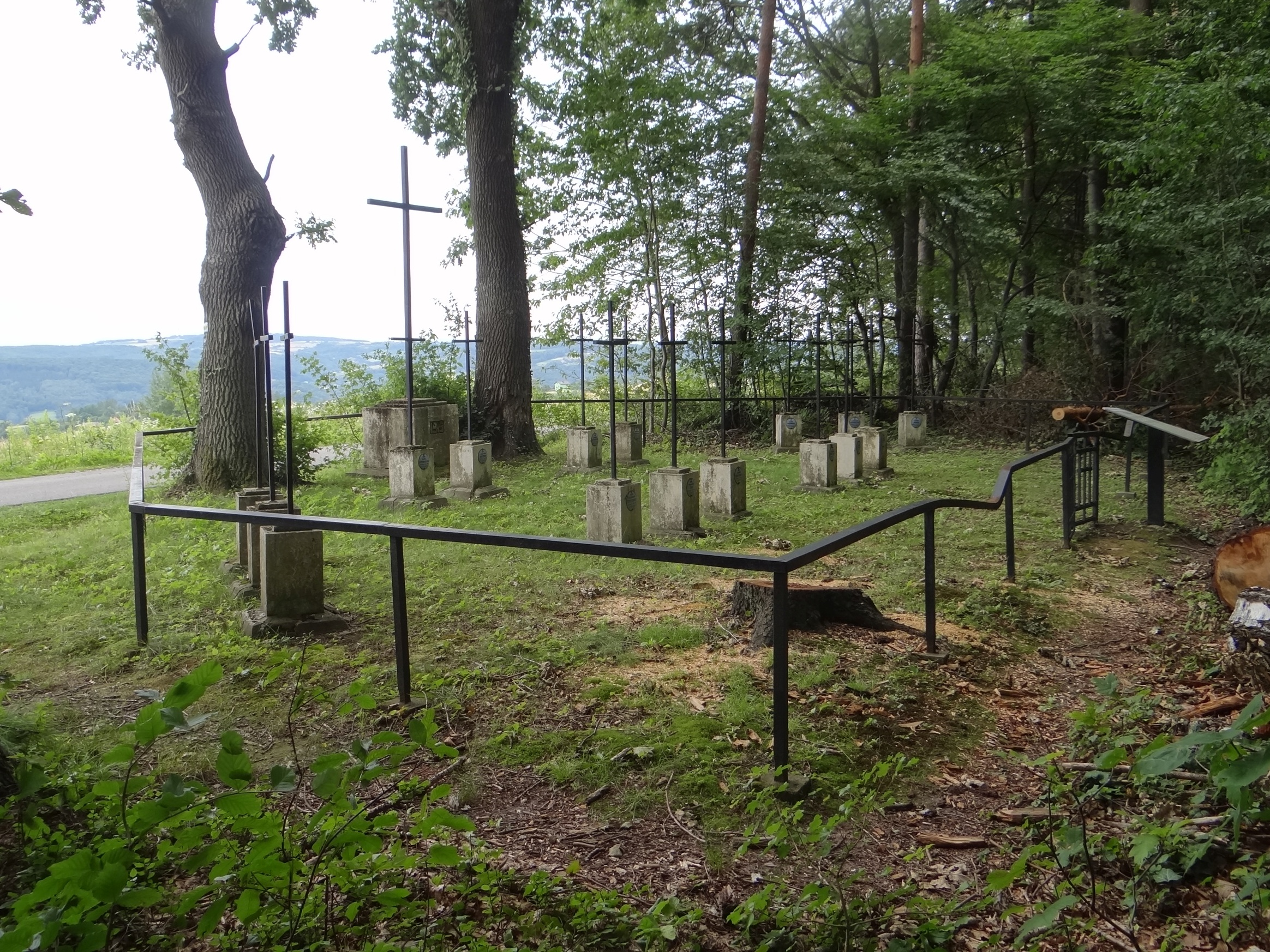
Cmentarz wojenny nr 176
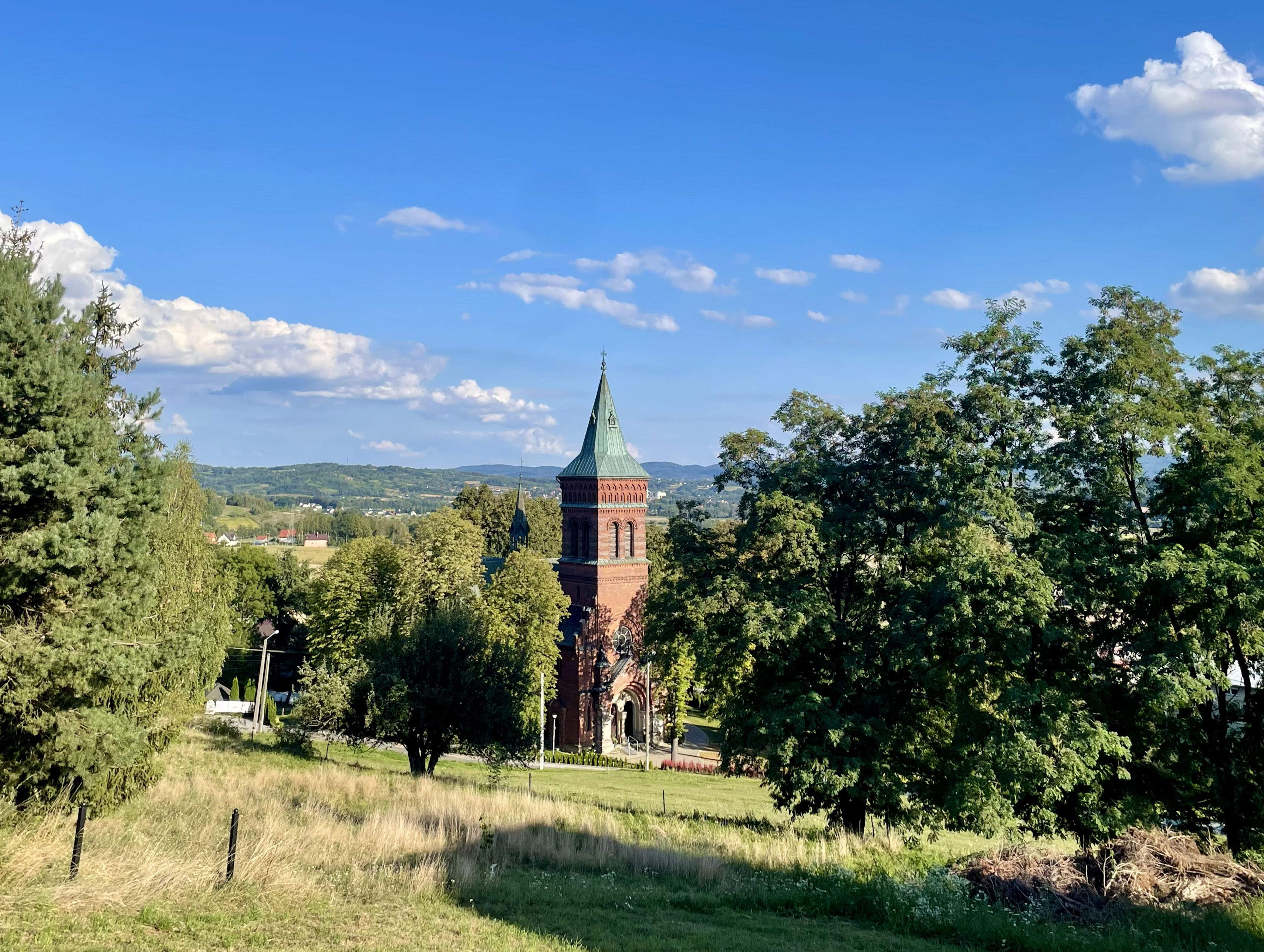
Kościół parafialny
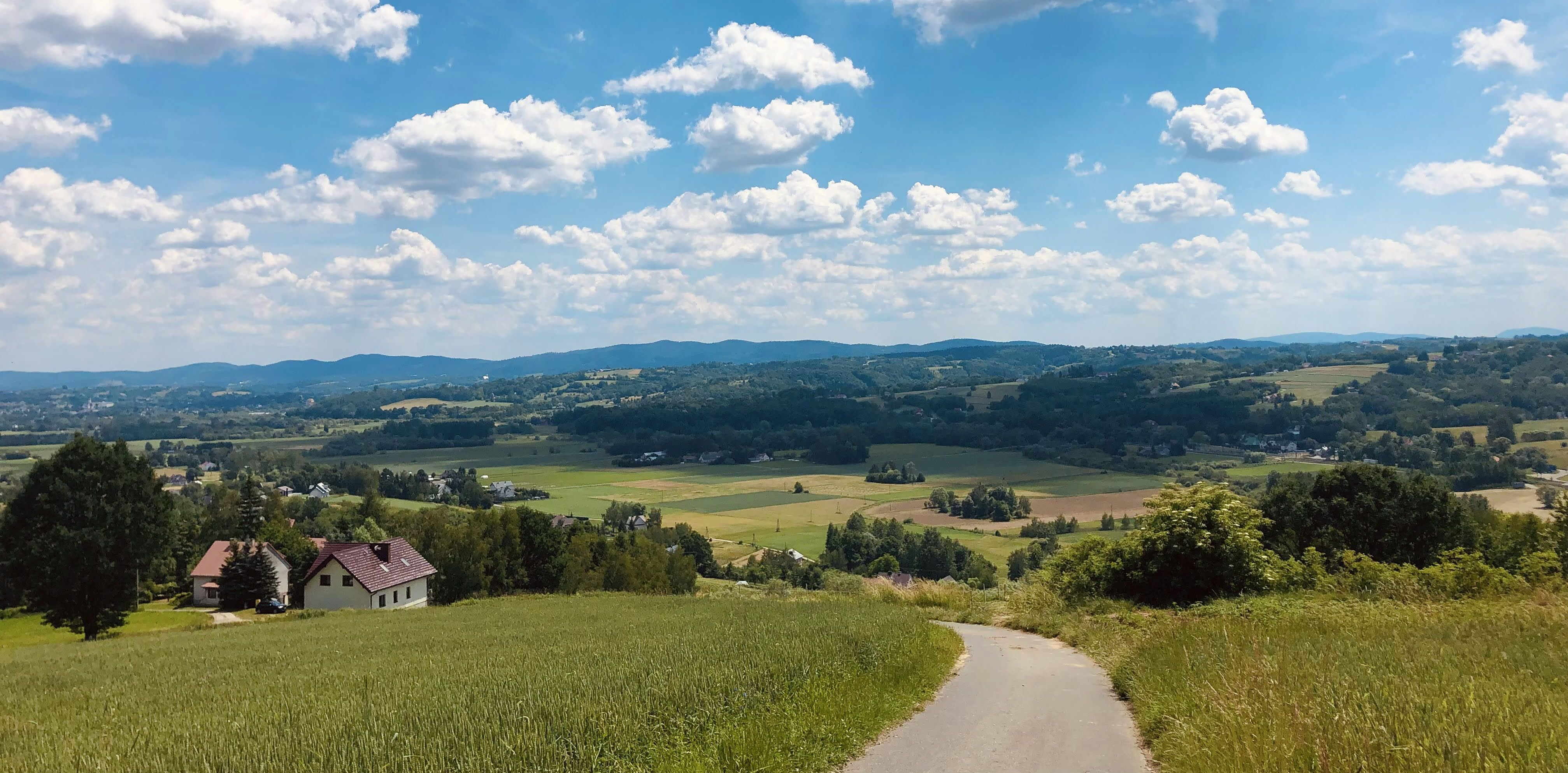
Widok na miejscowość ze stoków Słonej Góry

## Osoby związane z miejscowością
- Ludwik Kamykowski – urodzony w Piotrkowicach, prof. UJ
- Ludwik Tyrka – zmarł w Piotrkowicach, senator II RP